# 高耀镇
高耀镇，是中华人民共和国陕西省商洛市洛南县下辖的一个乡镇级行政单位。

## 行政区划
高耀镇下辖以下地区：
三条岭村、高耀村、会仙村、天明村、龙河村、里龙村、双关村、西塬村、兴龙村、杨河村、狮醒村、前河村、东岭村、小街村、马沟村和麻万村。